# ۲ ذی‌الحجه
۲ ذیحجه، دومین روز از ماه ذیحجه در تقویم هجری قمری است.
در تقویم هجری قمری قراردادی این روز سیصد و بیست و هفتمین روز سال است.

## وقایع
- تصرف مصر توسط خلفای فاطمی و بنای شهر قاهره به عنوان مرکز حکومت آنان (۳۵۸ ق)

## زادگان
- ۱۲۵۹ق - شیخ فضل‌الله نوری، مجتهد شیعه مشروعه خواه

## درگذشتگان
- «طنطاوی جوهری» عالم و شاعر مصری (۱۳۵۸ ق)
- آیت اللَّه «سید محمد محقق داماد» استاد بزرگ حوزهٔ علمیهٔ قم (۱۳۸۸ق)
- آیت اللَّه «شیخ علی نمازی» فقیه مجتهد (۱۴۰۵ ق)